# Leptopilos
Leptopilos is een geslacht van spinnen uit de familie bodemjachtspinnen (Gnaphosidae).

## Soorten
De volgende soorten zijn bij het geslacht ingedeeld:
- Leptopilos hadjissaranti (Chatzaki, 2002)
- Leptopilos lakhish Levy, 2009
- Leptopilos levantinus Levy, 2009
- Leptopilos manolisi (Chatzaki, 2002)
- Leptopilos pupa (Dalmas, 1919)
- Leptopilos tenerrimus (O. P.-Cambridge, 1872)